# Belbeuf
Belbeuf és un municipi francès situat al departament del Sena Marítim i a la regió de Normandia. L'any 2007 tenia 2.075 habitants.

## Demografia

### Població
El 2007 la població de fet de Belbeuf era de 2.075 persones. Hi havia 772 famílies de les quals 120 eren unipersonals (28 homes vivint sols i 92 dones vivint soles), 264 parelles sense fills, 352 parelles amb fills i 36 famílies monoparentals amb fills.
La població ha evolucionat segons el següent gràfic:
Habitants censats

### Habitatges
El 2007 hi havia 804 habitatges, 772 eren l'habitatge principal de la família, 4 eren segones residències i 28 estaven desocupats. 764 eren cases i 38 eren apartaments. Dels 772 habitatges principals, 675 estaven ocupats pels seus propietaris, 93 estaven llogats i ocupats pels llogaters i 4 estaven cedits a títol gratuït; 11 tenien una cambra, 19 en tenien dues, 59 en tenien tres, 216 en tenien quatre i 467 en tenien cinc o més. 693 habitatges disposaven pel capbaix d'una plaça de pàrquing. A 287 habitatges hi havia un automòbil i a 453 n'hi havia dos o més.

### Piràmide de població
La piràmide de població per edats i sexe el 2009 era:
| Homes | Edats   | Dones |
| ----- | ------- | ----- |
| 0     | 95 o +  | 0     |
| 0     | 90 a 94 | 4     |
| 0     | 85 a 89 | 8     |
| 4     | 80 a 84 | 4     |
| 16    | 75 a 79 | 36    |
| 28    | 70 a 74 | 24    |
| 48    | 65 a 69 | 48    |
| 52    | 60 a 64 | 52    |
| 64    | 55 a 59 | 60    |
| 80    | 50 a 54 | 96    |
| 96    | 45 a 49 | 96    |
| 108   | 40 a 44 | 88    |
| 68    | 35 a 39 | 72    |
| 36    | 30 a 34 | 44    |
| 48    | 25 a 29 | 44    |
| 64    | 20 a 24 | 64    |
| 72    | 15 a 19 | 120   |
| 96    | 10 a 14 | 100   |
| 64    | 5 a 9   | 60    |
| 40    | 0 a 4   | 32    |

## Economia
El 2007 la població en edat de treballar era de 1.453 persones, 998 eren actives i 455 eren inactives. De les 998 persones actives 945 estaven ocupades (487 homes i 458 dones) i 53 estaven aturades (24 homes i 29 dones). De les 455 persones inactives 148 estaven jubilades, 219 estaven estudiant i 88 estaven classificades com a «altres inactius».

### Ingressos
El 2009 a Belbeuf hi havia 762 unitats fiscals que integraven 2.039 persones, la mediana anual d'ingressos fiscals per persona era de 25.329 €.

### Activitats econòmiques
Dels 79 establiments que hi havia el 2007, 2 eren d'empreses alimentàries, 6 d'empreses de fabricació d'altres productes industrials, 18 d'empreses de construcció, 16 d'empreses de comerç i reparació d'automòbils, 3 d'empreses de transport, 3 d'empreses d'hostatgeria i restauració, 4 d'empreses d'informació i comunicació, 5 d'empreses financeres, 1 d'una empresa immobiliària, 15 d'empreses de serveis, 3 d'entitats de l'administració pública i 3 d'empreses classificades com a «altres activitats de serveis».
Dels 17 establiments de servei als particulars que hi havia el 2009, 1 era un taller de reparació d'automòbils i de material agrícola, 1 paleta, 2 guixaires pintors, 2 fusteries, 5 lampisteries, 4 electricistes, 1 restaurant i 1 saló de bellesa.
Els 2 establiments comercials que hi havia el 2009 eren fleques.

## Equipaments sanitaris i escolars
L'únic equipament sanitari que hi havia el 2009 era una farmàcia.
El 2009 hi havia 1 escola maternal i 1 escola elemental.

## Poblacions més properes
El següent diagrama mostra les poblacions més properes.